# Камінський Федір Іванович
Фе́дір Іва́нович Камі́нський (*1845 р., Полтавщина, за іншими даними — в містечку Кожан-Городок (Кежан-Городок) Мінської губернії — † 1 квітня (20 березня) 1891 р.) — археолог та музеєзнавець,педагог, бібліотекар, історик, філолог, краєзнавець, музейник.
Дійсний член Історичного товариства Нестора літописця, член-кореспондент Одеського товариства історії та старожитностей.

## Біографія
Походить з родини священника. Закінчив Переяславську духовну семінарію, навчався на фізико-математичному факультеті Київського університету — закінчив 1868 року.
У 1868—1871 роках працював учителем в гімназії Переяслава, по тому — в 1871—1872 — у Хорольському повітовому училищі, в лубенських та Прилуцькій гімназії. Працював у Хорольському повітовому училищі, у лубнах почав працювати вчителем педагогічного класу й бібліотекарем місцевої хлоп'ячої гімназії, а у лубенській дівочій гімназії викладав народознавство. При бібліотеці створив перший у місті громадський музей краєзнавчого спрямування.
На запрошення  лубенської поміщиці К. Скаржинської  став родинним учителем у її маєтку. У 1881—1891 роках — хранитель музею К. Скаржинської в селі Круглик (нині село в межах Лубен). Тут він дожив до кінця своїх днів і похований на круглицькому кладовищі.
Першим виявив на сучасних теренах України стоянку доби пізнього палеоліту в селі Гінці (нині Лубенського району) і провів 1873 року розкопки, чим і започаткував вивчення палеолітичних пам'яток на території Східної Європи.
Д. Самоквасов його працю «Сліди епохи кам'яної доби по р. Сулі та її притоках» опублікував та зачитав на засіданні 3-го Археологічного з'їзду.
Був першопрохідцем у дослідженні археологічних старожитностей Нижнього Посулля — поселень доби енеоліту та бронзової доби на Лисій Горі в околицях Лубен, пам'яток доби бронзи і скіфського часу — кургани Посулля. 1881 року Ф. Камінський розкопав чотири кургани в урощищі Лиса Гора в лубнах. Роботи було продовжено 1883 року фінансовою підтримкою і участю К. Скаржинської - члена кількох наукових товариств, засновниці приватного музею в Круглику. Загалом на Лисій Горі було розкопано понад 15 курганів, у яких було виявлено поховання доби міді-бронзи, скіфських часів, могилу половецького воїна. Частина знайдених історичних реліквій збереглася.
У травні 1882 року в складі дослідницької групи увурощищі Замок (м. Лубни) Ф. Камінський досліджував великий курган, де було знайдено кілька поховань: основне скіфських часів та впускне, що поєднує  в своєму обряді риси кочівницько-сарматської і рільничої зарубинецької культур. на даний час знахідки з цього останнього поховання зберігаються в Полтавському краєзнавчому музеї.
Досліджував городища скіфської доби та давньоруські пам'ятки в околицях Клепачі.
Запропонував схему історичного розвитку, в якій передбачив, що по Сулі та її притоках є пам'ятки часу від кам'яної доби до Київської Русі.
Розширив методику польової археології, залучаючи спеціалістів природничих наук до досліджень пізньопалеолітичних пам'яток.
Автор семи наукових праць, з них «Розкопки в околицях Лубен» — Київ, 1888, «Про 7-річних богатирів». 1889, «Київська старовина».
Записував спогади сучасників про Кобзаря.
Його учнем та послідовником був Василь Ляскоронський.